# Wan Yanhai

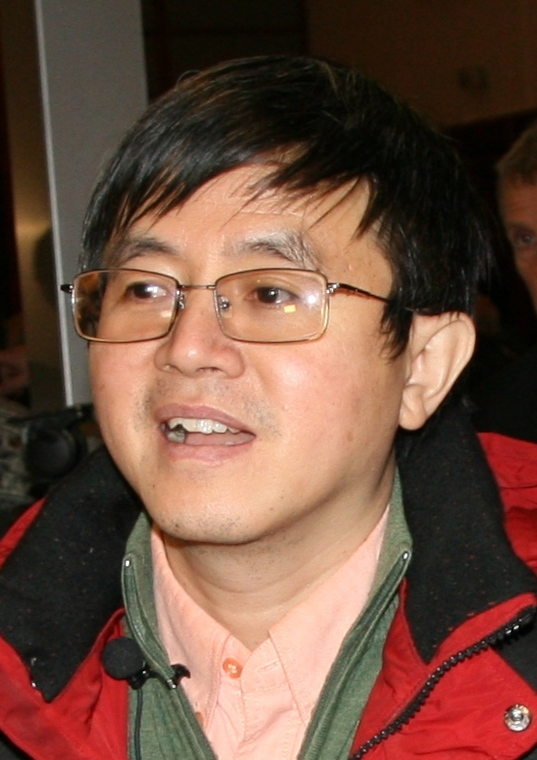

Wan Yanhai (Tianchang, 20 de noviembre de 1963) es un activista chino contra el sida.
- en chino: 万延海
- en letra pinyin: Wan Yánhǎi

## Biografía
Nació en Tianchang (provincia de Anjúei), una ciudad que en 2010 tenía 603 000 habitantes.
En 1992, mientras trabajaba como funcionario del Instituto Nacional de Educación para la Salud, creó una línea telefónica nacional en la que los habitantes de todo el país pueden obtener información general sobre el VIH/sida.
En esa época, el Gobierno chino no tenía ninguna política pública acerca del sida.
Wan Yanhai creó la ONG de concienciación sobre el sida más importante de China, el Instituto Aizhixing de Educación para la Salud ―la palabra Aizhixing (爱 知 行) significa ‘amor’, ‘conocimiento’, ‘acción’[cita requerida] y también es un juego de palabras en chino que significa ‘sida’―,[cita requerida] con sede en Beijing.
El Sr. Wan ayudó a revelar a los medios de Estados Unidos la crisis de la provincia de Henan, en la que cientos de residentes se infectaron con el virus HIV debido al poco control gubernamental de las transfusiones de sangre.
En 1994 fundó otra ONG, el Proyecto Acción AIZHI, que presentaba conferencias sobre educación sanitaria para confrontar la creciente crisis de VIH/sida en China.
Wan Yanhai organizó varias campañas de concienciación en China, incluida una campaña de compensación nacional para las víctimas de la infección de HIV causada por transfusión de sangre.
También creó la ONG China HIV/AIDS Network (red china para el VIH/sida).
El 24 de agosto de 2002 fue detenido por la policía, acusado de haber filtrado en medios estadounidenses un informe interno del Gobierno sobre el escándalo Bloodhead en la provincia de Henan.
Un mes más tarde, el 20 de septiembre de 2002, fue puesto en libertad.
Del 6 al 9 de noviembre de 2006 asistió a un evento internacional en Indonesia como uno de los 29 expertos en los Principios de Yogyakarta.
Se comprometió en organizar un foro público sobre el VIH/sida, coincidiendo con el Día Mundial de la Lucha contra el Sida.
Sin embargo, dos semanas después (el 24 de noviembre de 2006) fue detenido otra vez por la policía. Fue liberado tres días más tarde.
Wan Yanhai acusó a los líderes chinos de actuar pasivamente mientras el virus se sigue propagando. Se vio obligado a cancelar su «Taller Jurídico de Derechos Humanos, Seguridad de la Sangre y Sida» (que iba a tener lugar entre el 25 y el 30 de noviembre de 2006) que iba a contar con la presencia de participantes de todo el mundo. Wan Yanhai continuó pronunciándose acerca del tema del sida, y expresó el deseo de continuar trabajando con las autoridades de salud para prevenir una mayor propagación de la enfermedad.
El 10 de diciembre de 2008 fue uno de los firmantes de la Carta 08, escrita por Liu Xiaobo.
En julio de 2009 participó en los juegos World Outgames para los derechos LGBT.
En marzo de 2010, las autoridades fiscales abrieron una investigación contra el Instituto Aizhixing de Educación para la Salud.
Aunque el Sr. Wan y su grupo habían estado bajo presión antes, el control gubernamental que sufrieron en las últimas épocas coincidió con una campaña más amplia de varias ONG que operan de manera independiente del Gobierno. Las autoridades fueron especialmente cuidadosas con las ONG que recibían financiación desde Estados Unidos, e impusieron nuevas restricciones a ese tipo de financiación.
El 10 de mayo de 2010, Wan Yanhai huyó con su familia a los Estados Unidos.